# Asentamiento del Bajo Arjyz
El asentamiento del Bajo Arjyz (antiguo asentamiento del Arjyz), es un monumento arqueológico de los siglos X-XII, los restos de un gran asentamiento alaniano ubicado cerca del pueblo del Bajo  Arjyz en Karacháyevo-Cherkesia. Según algunos investigadores, esta antigua ciudad podría ser la capital del estado de Alania: Maghas (Ma'as), descrita por el historiador árabe Al-Masudi. El asentamiento en sí mismo dejó de existir a fines del siglo XII, aparentemente como resultado de procesos internos que llevaron al declive de Alania occidental. El pueblo de la diócesis de Alania, que forma parte del asentamiento, continuó existiendo hasta la segunda mitad del siglo XIV. A finales del siglo XIX, para preservar las iglesias restantes y renovar el cristianismo entre la población local, se creó el Monasterio Alexander Nevsky Athos Zelenchuksky en el territorio del asentamiento, —por decisión del Santo Sínodo de 1889, además del monasterio, se instaló una casa de beneficencia para 10 soldados mayores y una pintura de iconos, una escuela para niños, a la que asistían principalmente hijos de sacerdotes de la diócesis de Stavropol—, cerrada después de 1917.
Por decreto del Consejo de Ministros de la RSFSR n.º 35 de fecha 28 de enero de 1988, el complejo se incluyó en la Reserva de Museo Histórico, Cultural y Natural Karacháyevo-Cherkesia, y por decreto del Presidente de la Federación de Rusia n.º 176 del 20 de febrero de 1995, se declaró monumento de importancia federal.

## Antecedentes históricos

### Imperio ruso

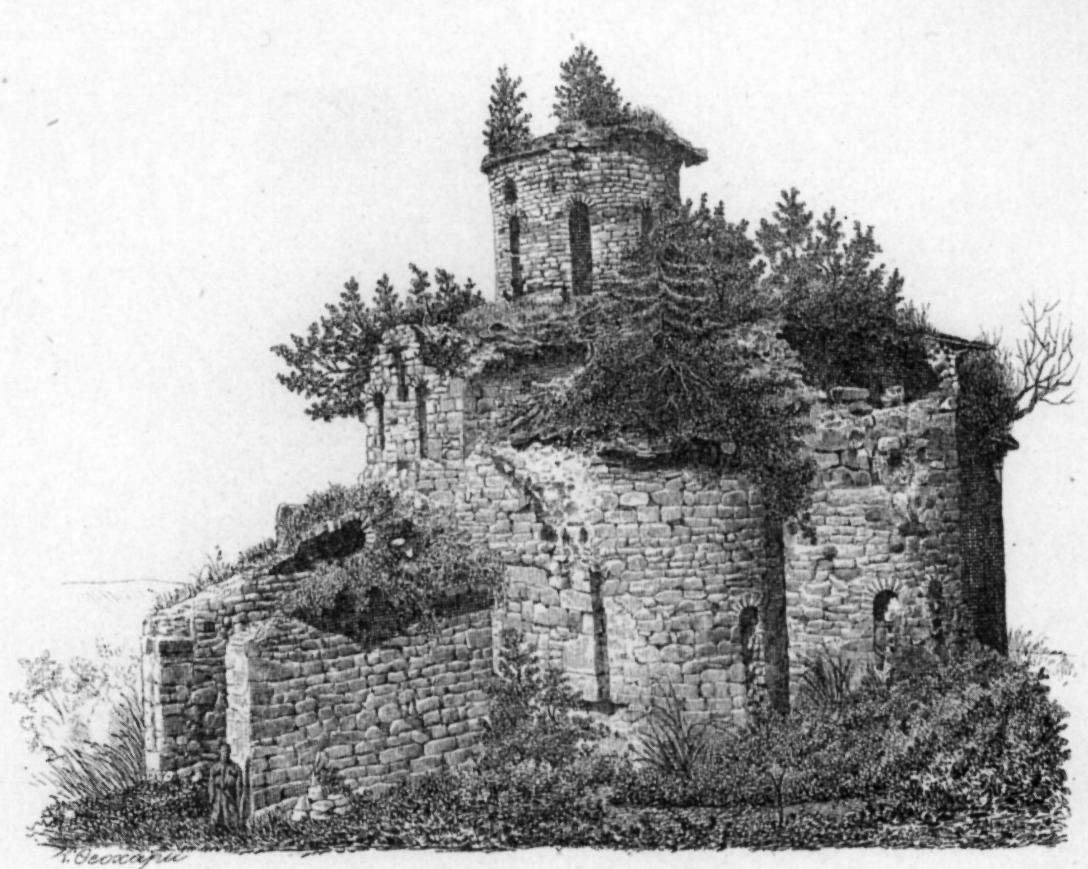
Templo del Norte de Zelenchuk, 1891.

El primero en prestar atención a las antiguas ruinas del Bajo Arjyz fue el Mayor General A. Ya. Potemkin, quien visitó la región de Kubán en 1802 y, en particular, el Gran Zelenchuk. Incluyendo la inspección de los templos, hizo sus bocetos, compiló un plan general del área en la que se encuentra el asentamiento del Bajo Arjyz. Los materiales de su investigación cayeron en manos de P. G. Butkov, quien se los entregó a P. I. Keppen, y finalmente los publicó en su revista Bibliographic Sheets.

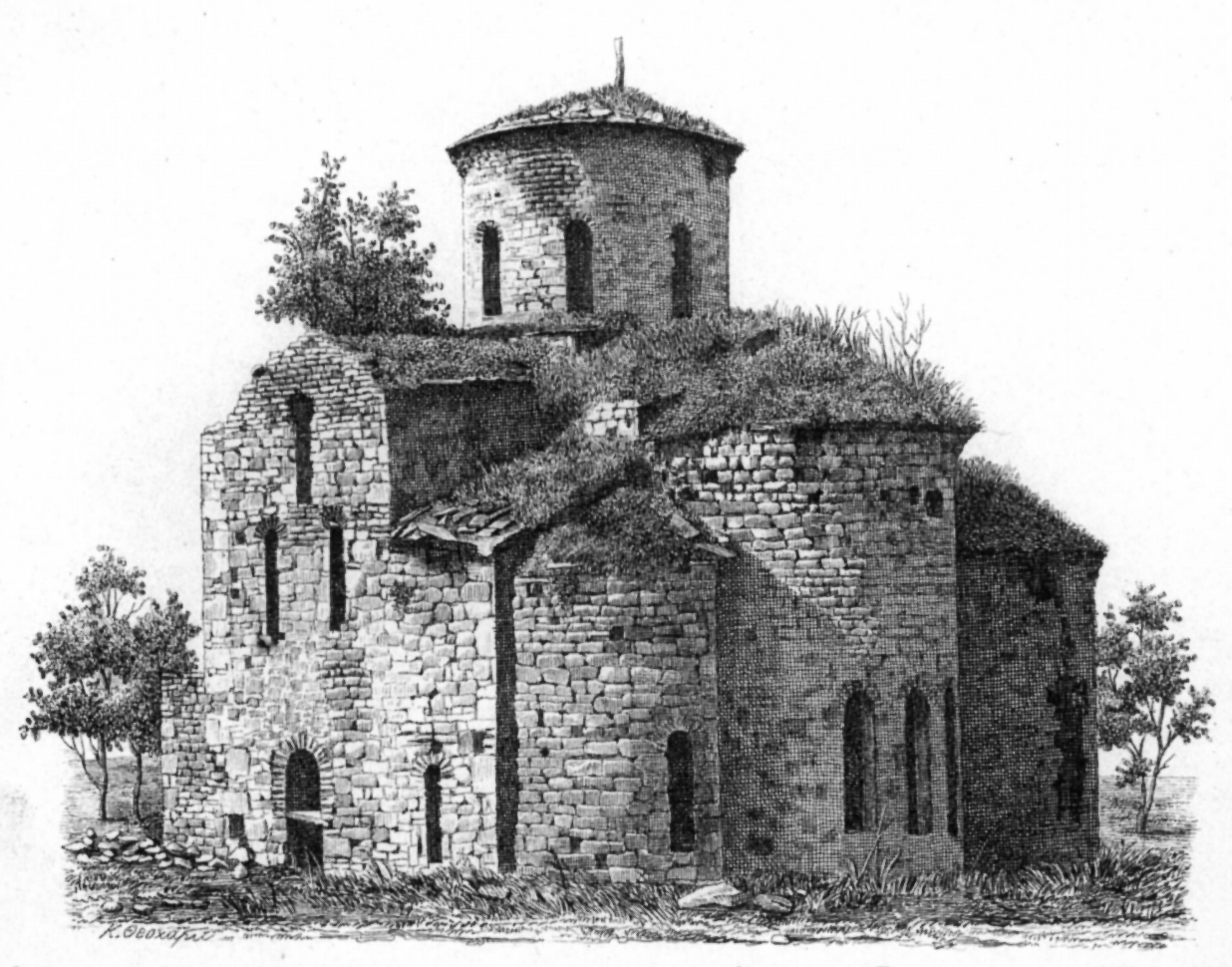
Templo Central de Zelenchuk, 1891.

Durante la guerra ruso-turca (1828-1829) , el jefe de la línea caucásica, general G.A. Emmanuel, encargó al arquitecto italiano en el servicio ruso G.M. Bernardazzi que explorara las antiguas iglesias de Verkhnekubanskie. Después de examinar el templo del Norte de Zelenchuk, iglesia de Shoana, iglesia de Senti y algunas otras iglesias, por lo que Bernardazzi realizó sus planos y croquisjunto con una carta. Con base a este documento, Emmanuel le pidió a Nicolás I de Rusia su restauración de estos edificios. La sustitución de Emmanuel como jefe del Cáucaso, por el general Alekséi Veliamínov hizo que este último escribiera una carta al emperador, comentando que sería peligroso llevar a cabo trabajos en estas zonas, ya que la situación era alarmante. Sin embargo, el viaje de Bernardazzi y su investigación atrajeron una gran atención de las antiguas iglesias de Karacháyevo (incluidas las de Zelenchuk), y los arqueólogos profesionales e investigadores aficionados comenzaron a estudiarlas.

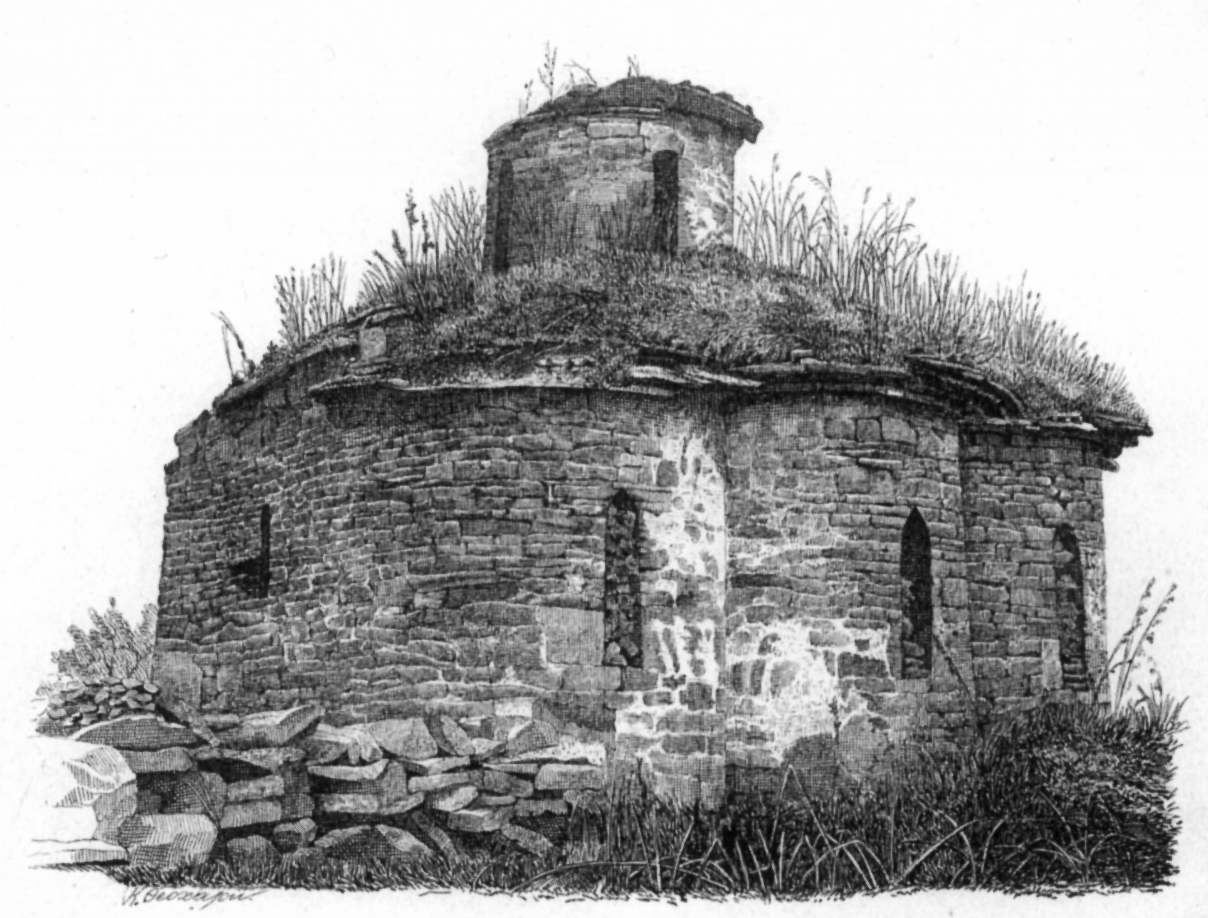
Templo del Sur de Zelenchuk, 1891.

En 1867, los hermanos Naryshkins, que viajaban por el Cáucaso «con fines arqueológicos», hicieron pequeñas excavaciones en el templo del Norte de Zelenchuk. En su informe publicado en las Actas de la Sociedad Arqueológica Imperial Rusa, exponen dibujos y un plano del templo, así como fotografías de los objetos encontrados en él. Este trabajo no ha perdido el interés para los arqueólogos.
A finales del siglo XIX, la Sociedad Arqueológica de Moscú se dedicó a la investigación del antiguo asentamiento del Bajo Arjyz. Por orden suya en 1888 estos lugares fueron visitados por el famoso artista-restaurador y arqueólogo D. M. Strukov, quien descubrió en el desfiladero de Zelenchuk una famosa losa con letras griegas en idioma alaniano, la conocida como Inscripción de Zelenchuk. Entre otras cosas, hizo bocetos en acuarela de los frescos de las paredes de los templos de Zelenchuk que después han sobrevivido. A finales del siglo XIX en el territorio del antiguo asentamiento fue excavado por un famoso arqueólogo e historiador de la región de Kubán, en particular, Karachai, uno de los fundadores de la sociedad de amantes del estudio de la región de Kubán, V.M. Sysoev. Sus planos y fotos de los templos de Zelenchuk han sido publicados en varios de sus artículos y monografías sobre este tema.

### Período soviético
En 1940, una expedición dirigida por K.M. Petrelevich (participantes: X. O. Laipanov y L. A. Serdobolskaya) durante las excavaciones en el templo del norte de Zelenchuk, encontró un tesoro de objetos preciosos en el que, además de joyas de oro, había un sello almandino del siglo IX con una inscripción árabe del rey Ashot I de Armenia.} El tesoro de Zelenchuk se encuentran ahora en el Museo Estatal de Historia (Moscú).
El arqueólogo caucásico V. A. Kuznetsov trabajó mucho y fructífero en el territorio del asentamiento. Realizó su primera investigación arqueológica cuando todavía era estudiante en el Instituto Pedagógico Piatigorsk, participando en una expedición dirigida por P. G. Akritas, como resultado de lo cual se descubrieron y exploraron antiguos asentamientos, cementerios, entierros en cuevas, placas con imágenes e inscripciones, estatuas, menhires. Cuando en 1959, durante la restauración del templo del Norte de Zelenchuk, V.I. Borodin descubrió antiguos entierros cerca de él. El destacamento de Zelenchuk de la expedición del norte del Cáucaso del Instituto de Arqueología de la Academia de Ciencias bajo la dirección de V. A. Kuznetsov comenzó en los años 1961-1972 y 1978. Como resultado de la investigación arqueológica, se descubrieron secciones del asentamiento: locales residenciales, domésticos e industriales, se descubrieron los restos de iglesias y capillas cristianas, en las que hubo entierros con objetos de los siglos X-XII. Los materiales de estas obras fueron resumidos por Kuznetsov en su monografía Alania en los siglos X-XIII.

## Diseño y composición de los objetos

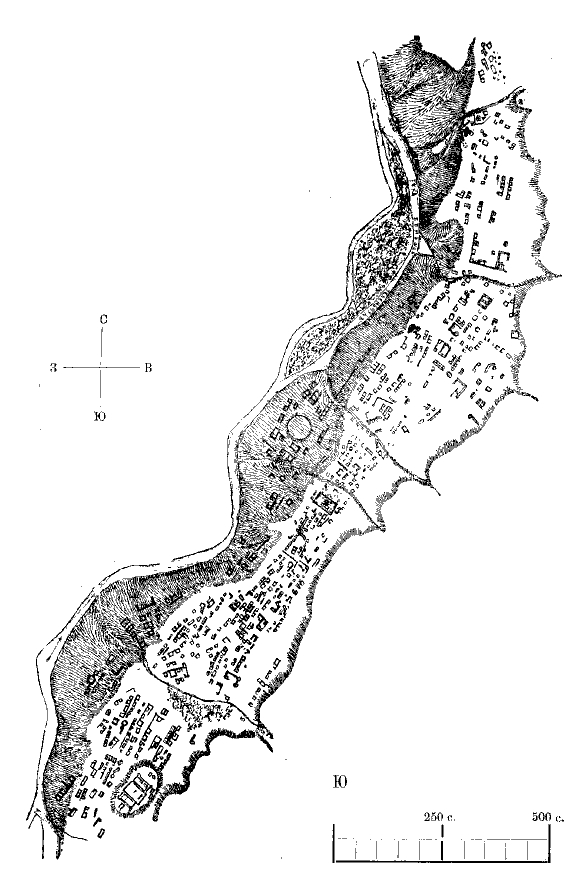
Plano del asentamiento del Bajo Arjyz. 1897.

El asentamiento se encuentra en un valle de montaña de más de tres kilómetros de largo, que se extiende desde el suroeste hasta el noreste a lo largo de la margen derecha del río Río Bolshói Zelenchuk. Desde el noroeste está cerrado por la cordillera de Mycesta, desde el sureste está limitado por la de Uzhum. El ancho promedio del valle es de 250-300 metros, la altura sobre el nivel del mar es de 1150 metros. El relieve del valle está determinado por ramblas profundas, cortando las crestas que lo enmarcan, con corrientes que fluyen a lo largo de ellas, que desembocan en Bolshói Zelenchuk. Esta ubicación de la antigua ciudad fue estratégicamente muy beneficiosa: por un lado, al estar protegida por cordilleras boscosas y un río intransitable, estaba protegida de manera confiable entre las montañas. Por otro lado, tiene una salida conveniente a través del valle del Gran Zelenchuk en las llanuras de la Ciscaucasia.
Según el arqueólogo V. A. Kuznetsov, todo el territorio de la fortificación del Bajo Arjyz con un área de más de 60 hectáreas se puede dividir en seis partes estructurales y topográficas:
- La primera parcela agrícola. Ocupa un área de unos 600 metros de longitud entre el primer y el segundo muro defensivo de la ciudad, al sur de la rambla Бандитской.
- El asentamiento de la diócesis. Desde el borde de la Iglesia, detrás del segundo muro defensivo, comienza el pueblo de la diócesis de Alania. Su principal arquitectura dominante es el monumental Templo del Norte, rodeado por los restos de cinco iglesias «pequeñas» de una sola nave. Tres más de las mismas pequeñas iglesias que pertenecen a la aldea son de m«ontaña», es decir, ubicadas «en las montañas», en la cordillera Uzhum. Además, los restos de muros de la fortaleza, edificios residenciales y agrícolas, y un cementerio cristiano se han conservado en el territorio de la aldea.
- La segunda parcela agrícola. Entre el pueblo de la diócesis y la ciudad en sí hay una parcela de segundo nivel, que fue utilizada por los lugareños para la agricultura en la Edad Media. Este territorio, con una longitud de aproximadamente 750 metros y un área de aproximadamente 15 hectáreas, está delimitado desde el sur por el haz de Hassan.
- La ciudad. El territorio de la antigua ciudad en sí comienza desde el haz de Hassan y el Templo del Centro ubicado en su borde. Sus edificios están situados a lo largo de tres calles estrechas y bien trazadas, de unos 3 metros de ancho y sin signos de mejora: un pavimento, canalones y similares, por lo que los arqueólogos les dieron nombres convencionales. La calle Tsentralnaya es bastante recta, comenzando desde la Podrovanaya y pasando por todo el asentamiento hasta el río y el Anillo de Piedra ubicado en su orilla. La calle Podgornaya, se bifurca de Tsentralnaya y, después de 220 metros, formando un bucle, va más al noreste a lo largo de la base de la cordillera Uzhum. La calle Naberezhnaya se extiende a lo largo de un acantilado hasta el río durante más de 500 metros, y finalmente se fusiona con la calle Central. Dentro de la fortificación se encuentra el bien conservado Templo del Sur.
- Un cementerio en las laderas de la cresta Uzhum en la margen derecha del río. En el lado sur y suroeste de Podrovanaya hay numerosos cementerios paganos en forma de enterramientos en cuevas en afloramientos de arenisca empinada, principalmente en lugares de difícil acceso.
- Un cementerio en las laderas de la cordillera Mycesta en la margen izquierda del río. En las laderas orientales de la cresta hay numerosos cementerios antiguos, que son necrópolis paganas de la ciudad. Según los investigadores, todo el territorio en la margen izquierda del Bolshoi Zelenchuk, en la antigüedad, estaba reservado para entierros, ya que no era adecuado para la construcción y la agricultura.[22]

Cerca del complejo, también se descubrieron centros de producción de alanos: canteras, restos de hornos de fundición, cerámica, minas, corrales de ganado, la antigua carretera de Alania, se conservaron torres de vigilancia en las laderas de las montañas.

### Iglesias de una nave

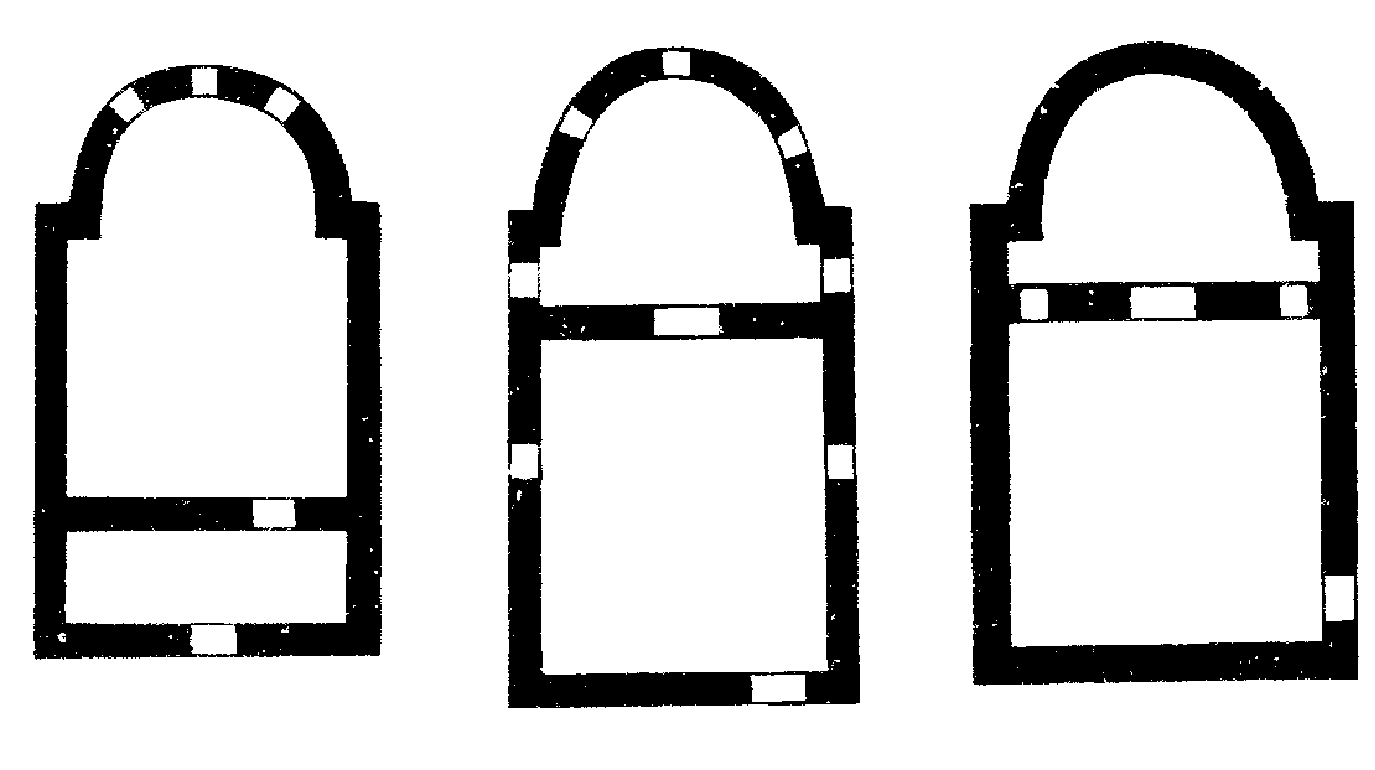
Los cimientos de las iglesias con un único ábside de Arjyz excavadas por D. M. Strukov.

Además de las tres monumentales iglesias de cruz con cúpula en el territorio de los investigadores del awentamiento del Bajo Arjyz encontraron los restos de varias pequeñas iglesias y capillas. La mayoría de ellas se encuentran en el área del Templo del Norte, donde siete de esas iglesias han sido descubiertas y excavadas hasta la fecha. Tal número, así como el hecho de que tres de ellas se encuentran en la cima de los acantilados de las montañas adyacentes al antiguo asentamiento,  permite suponer que eran parte del monasterio que existió en la antigüedad, ya que, los monasterios bizantinos más grandes estaban ubicados en las montañas: Athos, Olympus y Sinai. En el territorio de la antigua ciudad, se descubrieron otras tres iglesias de una única nave, aparentemente iglesias en propiedades que formaban parte de familias ricas. Hasta la fecha, se conocen once de esas iglesias en el territorio del asentamiento. D. M. Strukov, quien estudió estos lugares en 1888, dejó en sus bocetos planes para los cimientos de tres edificios más, no identificados con los ya estudiados, lo que permite a los arqueólogos esperar nuevos descubrimientos en esta área.
En su arquitectura, las pequeñas iglesias del Bajo Arjyz encuentran conexiones directas con la arquitectura provincial bizantina de principios de la Edad Media. Se encontraron formas similares en la construcción de pequeñas iglesias para diversos fines: parroquia, casa, cementerio, monasterio en Asia Menor, Bulgaria y Crimea. Una señal importante de influencia bizantina es el uso de discos de vidrio para acristalar ventanas de iglesias. Al mismo tiempo, su arquitectura también traza la tradición local: mampostería seca utilizando losas de piedra caliza talladas desde el frente. Según V.A. Kuznetsov, todos estos edificios fueron erigidos por arquitectos locales, pero teniendo en cuenta la experiencia de la construcción bizantina. Las características arquitectónicas de algunas iglesias hacen posible hablar sobre la gestión de la construcción por el artesano griego-bizantino: decorar el ábside con azulejos de piedra irrigada en la iglesia n.° 1, contrafuertes a los lados del ábside en la iglesia n.° 2, rastros del piso de cemento en la iglesia n.° 11 y otros.

## Santuarios paganos

### Círculo de piedra

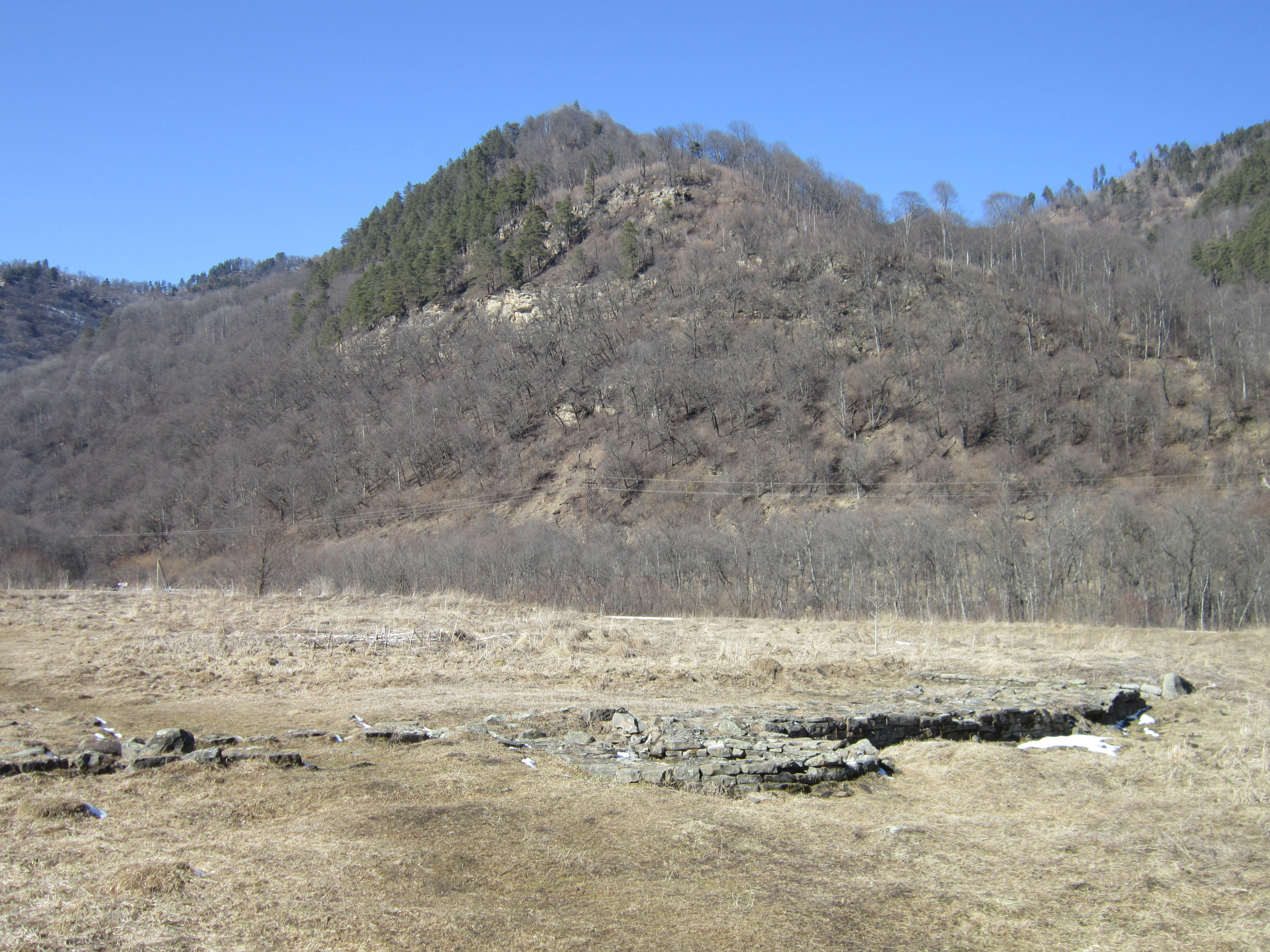
Las ruinas del círculo de piedra en el año 2015

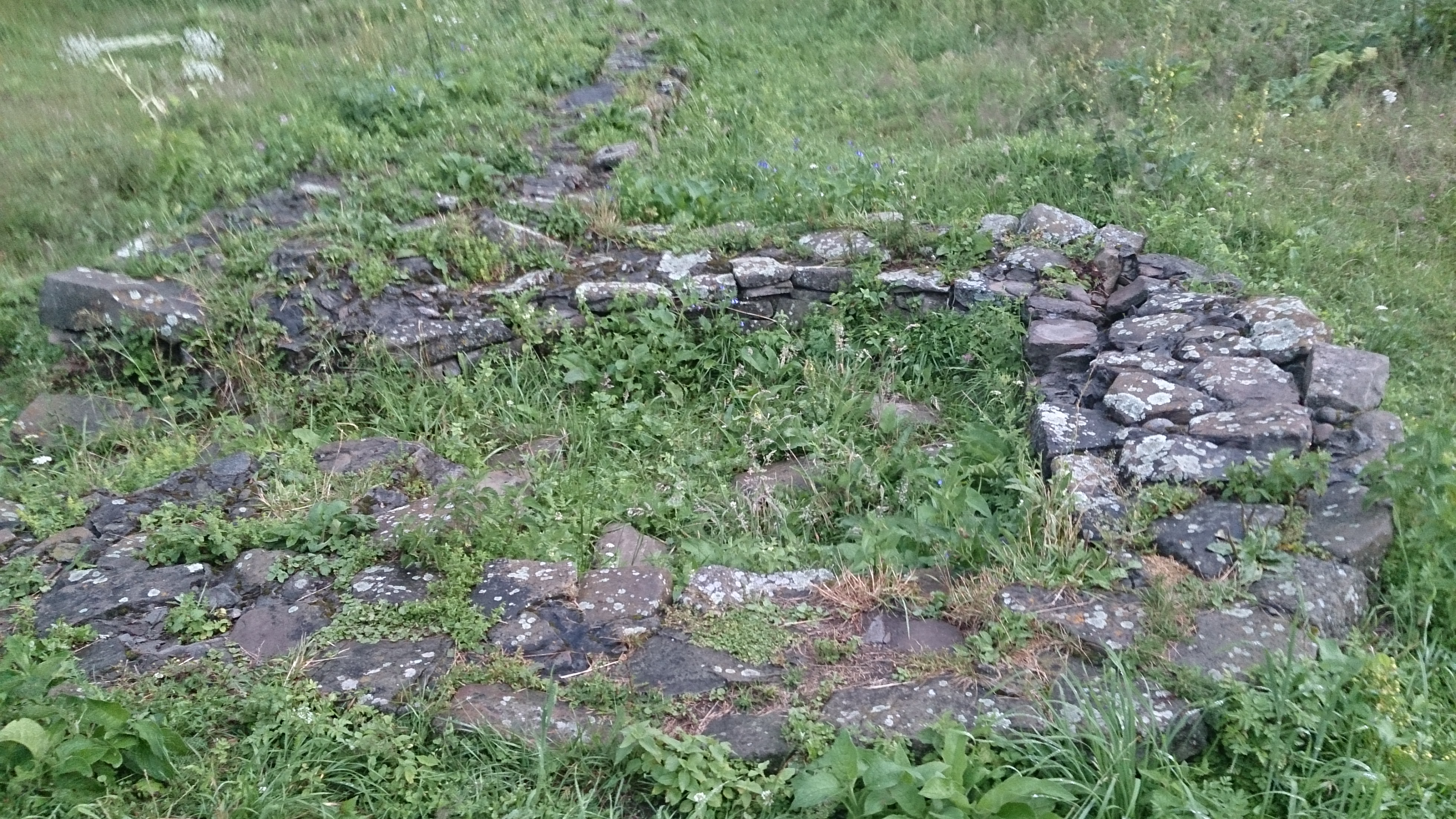
Las ruinas del círculo de piedra en el año 2015

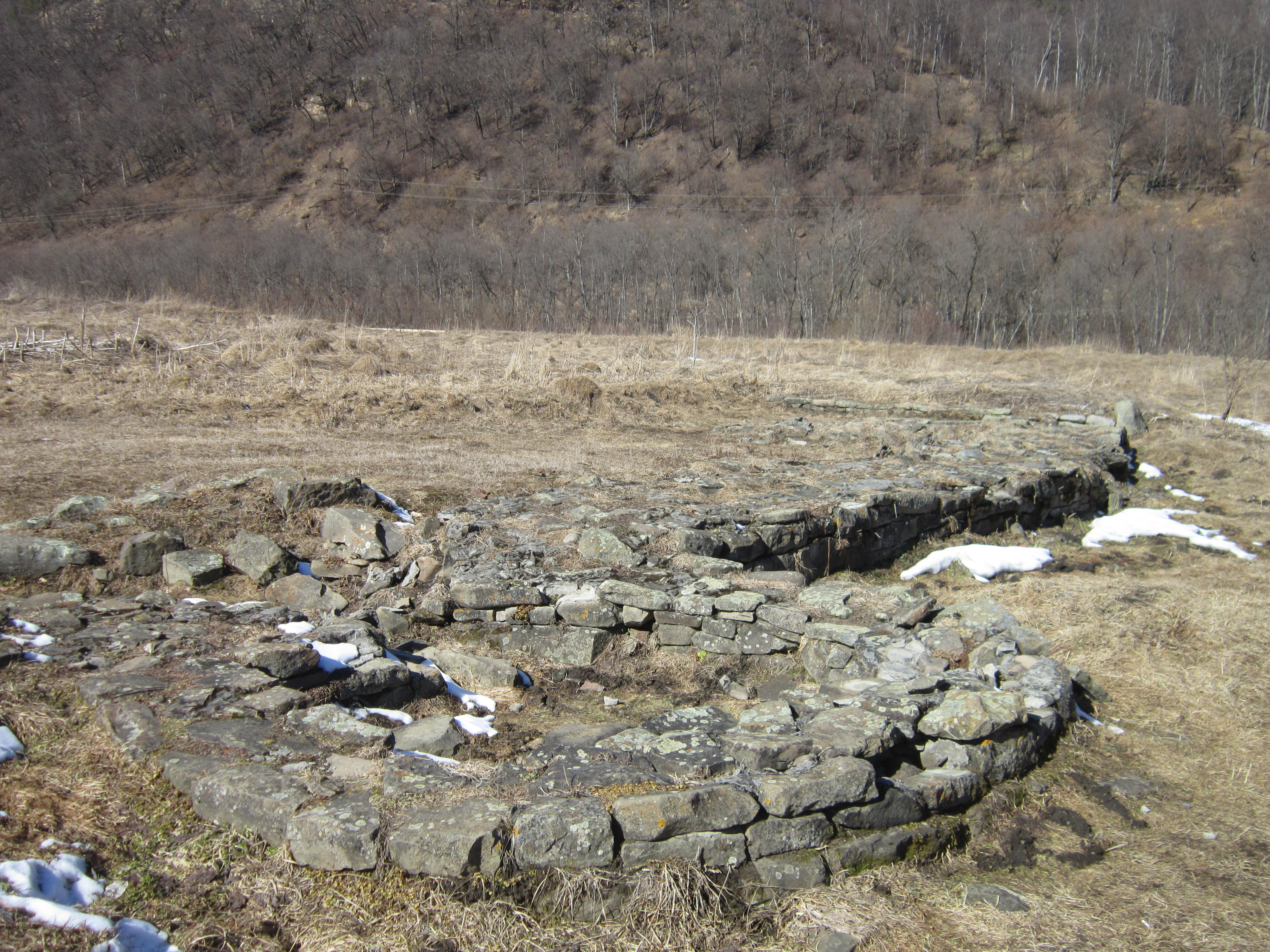
Las ruinas del círculo de piedra en el año 2015

Por primera vez, un edificio inusual que se ve visualmente como una muralla de tierra en expansión con un diámetro de unos 80 metros está marcado en el plano de D. M. Strukov y lo llamó un «circo».
También se observa en el dibujo del Arjyz inferior colocado en la publicación de los monjes del monasterio Zelenchuksky, y en el plano del área creada por V. M. Sysoev. En 1979, las paredes de la estructura se abrieron en dos puntos diametralmente opuestos por V. A. Kuznetsov. Debajo de la muralla de tierra estaban los restos de un muro de piedra destruido formado por losas de arenisca que forman dos conchas (internas y externas) con un bloqueo de escombros entre ellas. Las paredes, de 2,1 metros de espesor, tienen un marcado sótano de placas gruesas que sobresalen hacia afuera hasta 10 centímetros. La medición del diámetro interno del círculo de piedra arrojó un resultado de 88,5 metros, que, según la conclusión de K. N. Afanasyev, es exactamente 300 pies romanos. Las ruinas del muro se conservan a una altura de 0.4 metros, y los expertos estiman su altura original en 4 metros —de la proporción estimada de espesor a altura, de 1 a 2—. Durante la excavación, se encontraron una gran cantidad de carbones pequeños y trozos de rejalgar o tal vez su imitación de arcilla quemada. No se encontraron restos de la capa botánica-vegetal ni fuera ni dentro del anillo.
El propósito de esta estructura ha causado cierta controversia entre los especialistas. V.A. Kuznetsov señala que no podría ser un edificio doméstico, por ejemplo, un corral de ganado, ya que para tales necesidades utilitarias sus características son demasiado monumentales y excesivas. Tampoco era residencial: con un diámetro de unos 90 metros, los antiguos constructores apenas podían cubrirlo con un techo, y no se encontró ninguna capa cultural dentro del edificio. Contra el hecho de que este edificio era una fortaleza interna, un refugio, se dice que está ubicado en una tierra baja y, por la condición del relieve, es demasiado vulnerable para atacar desde las colinas cercanas. Según V. A. Kuznetsov, lo más probable es que este edificio fuera un gran santuario pagano destinado a toda la población de la ciudad y a los residentes del distrito. Como argumentos indirectos de esta versión, se indica que, al igual que los templos Zelenchuk del Norte y del Centro, esta estructura está fuera de los barrios residenciales. Sin embargo, la calle «central» de la antigua ciudad descansa contra este edificio religioso para que las procesiones solemnes puedan moverse durante los festivales. La forma de un círculo casi perfecto, según el investigador, sugiere una conexión con los antiguos cultos del fuego y el sol. Se sabe de la antigua tradición caucásica de adoración al sol, expresada en la construcción de piedra circular, (crómlech), enraizados en la Edad del Bronce. También podría fusionarse como traído por los alanos, como representantes de las tribus sármatas, el culto al fuego. En opinión de V. A. Kuznetsov, este sitio arqueológico está cerca en construcción de un anillo similar pero más pequeño como el del asentamiento de Uzunkol de los siglos VI - VII, así como del santuario de fuego y sol del asentamiento de Yutsk, descrito por N. M. Egorov, en el que los incensarios cilíndricos de arcilla asociados con el culto al fuego de Alania se erguían verticalmente, formando un círculo.
En 1981-1985, una expedición del Museo Regional de Conocimiento Local Karachay-Cherkess dirigida por U. Yu. Elkanov realizó excavaciones en el territorio del «Círculo de Piedra», cuyo objetivo principal era verificar la suposición de que el círculo es un antiguo observatorio con un cuadrante, para el cual se llevaron a cabo excavaciones de control en partes septentrionales, occidentales y orientales, así como intentos de arreglar el punto de salida del sol relativo a las paredes del círculo en el momento del solsticio de verano para determinar la posible ubicación del cuadrante. En este lugar, en la parte oriental del círculo, se encontraron los restos de un antiguo edificio con una longitud de 1,8 metros (espesor de pared - 0,8 metros, altura preservada - 0,4 metros) contiguos perpendiculares a la pared principal y en términos de tener la forma de un cuadrilátero irregular. Además, durante las excavaciones, se encontró una piedra trabajada «en forma de lápiz», de 0,7 metros de largo, que puede ser el punto objetivo en el círculo. Durante las excavaciones en la parte norte del edificio, se encontró un «lápiz de piedra» similar, así como una gran piedra arenisca, con letras rúnicas inscritas en él, presumiblemente para los signos de cuenta. En la excavación occidental, también se descubrieron los restos de un edificio, según los investigadores como un antiguo cuadrante. Dentro del círculo, se descubrieron pequeñas estructuras de piedra, cuyo fondo está forrado con losas de piedra, llamadas por los investigadores «agujeros». Algunas secciones dentro del círculo también están pavimentadas con losas de piedra (espesor promedio de 10 centímetros), en las que se encuentran «manchas de ceniza», los restos de grandes hogueras que una vez se quemaron aquí. Se encontraron numerosas «rondas» de piedra con un diámetro de 5-10 centímetros en toda el área de excavación, cuyo propósito no estaba claro para los investigadores.
Los estudios instrumentales realizados en 1985-1986 en el Círculo utilizando el teodolito T-30 mostraron que la ubicación y el diseño del círculo se eligieron para que el sol saliera exactamente en el sur en el solsticio de invierno y en el este el 1 de septiembre, que es el comienzo del año según el calendario bizantino. Con base en estos datos, se hicieron conclusiones preliminares de que el Círculo de Piedra del Bajo Arjyz puede ser una estructura astronómica de culto similar a Stonehenge en Inglaterra o Koy-Krylgan-Kale en Uzbekistán. En el verano de 1986, se realizaron excavaciones arqueológicas en el sitio bajo la dirección de V. N. Kaminsky para verificar esta hipótesis, como resultado de lo cual se encontró una abertura de 1.0 metros de ancho en la pared sur, correspondiente a la dirección del sol en el momento del solsticio de invierno.
En 1981-1985, una expedición del Museo Regional de Conocimiento Local Karachay-Cherkess dirigida por U. Yu. Elkanov realizó excavaciones en el territorio del «Círculo de Piedra», cuyo objetivo principal era verificar la suposición de que el círculo es un antiguo observatorio con un cuadrante, para el cual se llevaron a cabo excavaciones de control en partes septentrionales, occidentales y orientales, así como intentos de arreglar el punto de salida del sol relativo a las paredes del círculo en el momento del solsticio de verano para determinar la posible ubicación del cuadrante. En este lugar, en la parte oriental del círculo, se encontraron los restos de un antiguo edificio con una longitud de 1,8 metros (espesor de pared - 0,8 metros, altura preservada - 0,4 metros) contiguos perpendiculares a la pared principal y en términos de tener la forma de un cuadrilátero irregular. Además, durante las excavaciones, se encontró una piedra trabajada «en forma de lápiz», de 0,7 metros de largo, que puede ser el punto objetivo en el círculo. Durante las excavaciones en la parte norte del edificio, se encontró un «lápiz de piedra» similar, así como una gran piedra arenisca, con letras rúnicas inscritas en él, presumiblemente para los signos de cuenta. En la excavación occidental, también se descubrieron los restos de un edificio, según los investigadores como un antiguo cuadrante. Dentro del círculo, se descubrieron pequeñas estructuras de piedra, cuyo fondo está forrado con losas de piedra, llamadas por los investigadores «agujeros». Algunas secciones dentro del círculo también están pavimentadas con losas de piedra (espesor promedio de 10 centímetros), en las que se encuentran «manchas de ceniza», los restos de grandes hogueras que una vez se quemaron aquí. Se encontraron numerosas «rondas» de piedra con un diámetro de 5-10 centímetros en toda el área de excavación, cuyo propósito no estaba claro para los investigadores.